# León europeo
El león europeo es una población extinta de león que vivió en el continente europeo. En tiempos históricos, estos leones se veían en Europa meridional. 
En ocasiones se ha pensado que estos leones europeos pudieron haber sido los últimos remanentes del léon de las cavernas (Panthera leo spelaea). Sin embargo, esto se considera poco probable, dado que las representaciones históricas de los leones europeos muestran animales con grandes melenas, mientras que los leones cavernarios aparecen siempre sin melena en el arte rupestre prehistórico. Por lo tanto se asume que los leones modernos con melena se expandieron durante el Holoceno desde África a Eurasia. 
No se ha esclarecido si los leones modernos reemplazaron a los de las cavernas, o bien, ocuparon Europa después de que los leones primitivos hubiesen desaparecido.

## Descripción

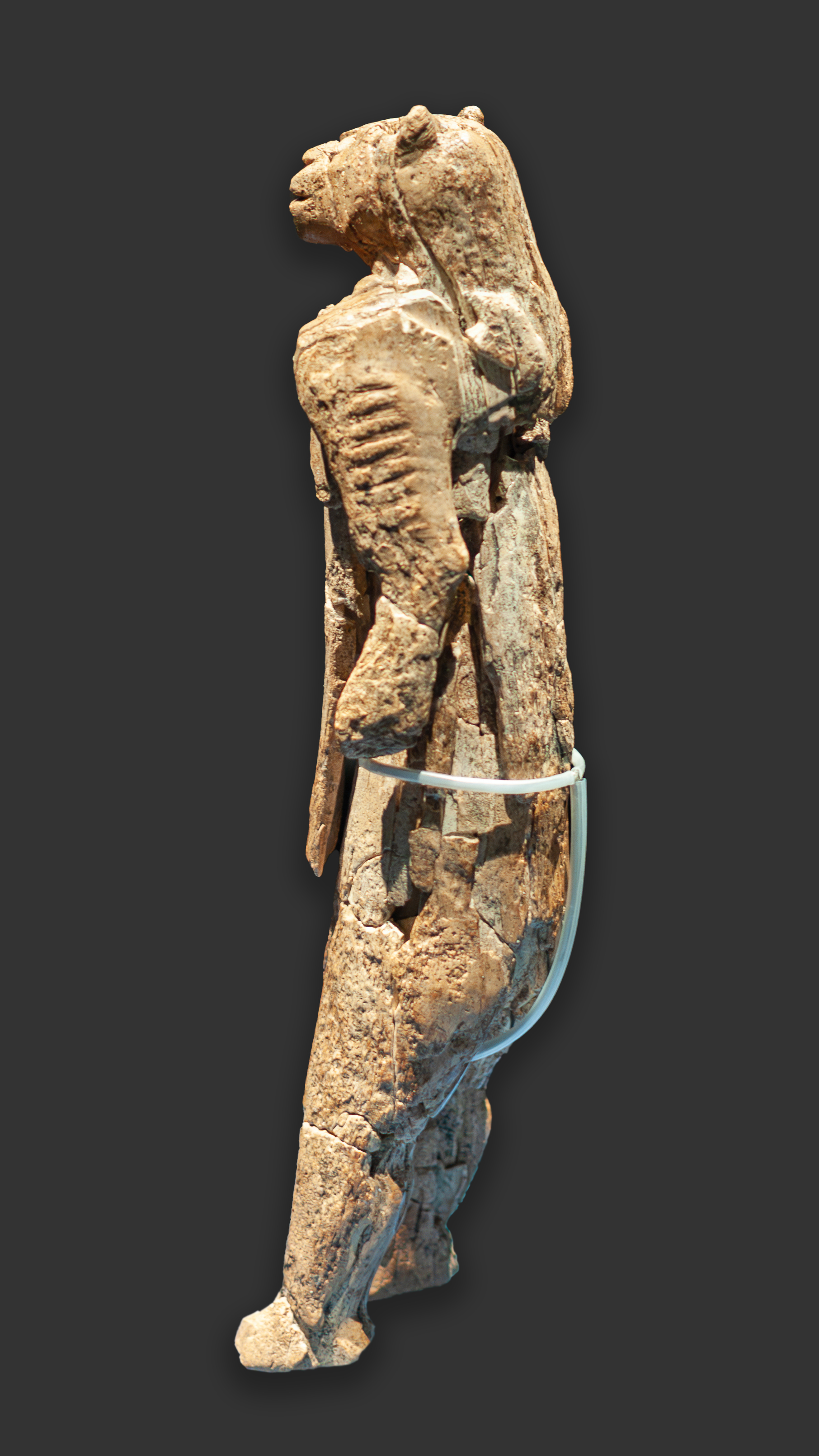
Figurilla Löwenmensch encontrada en Alemania, de hace 35 mil años.

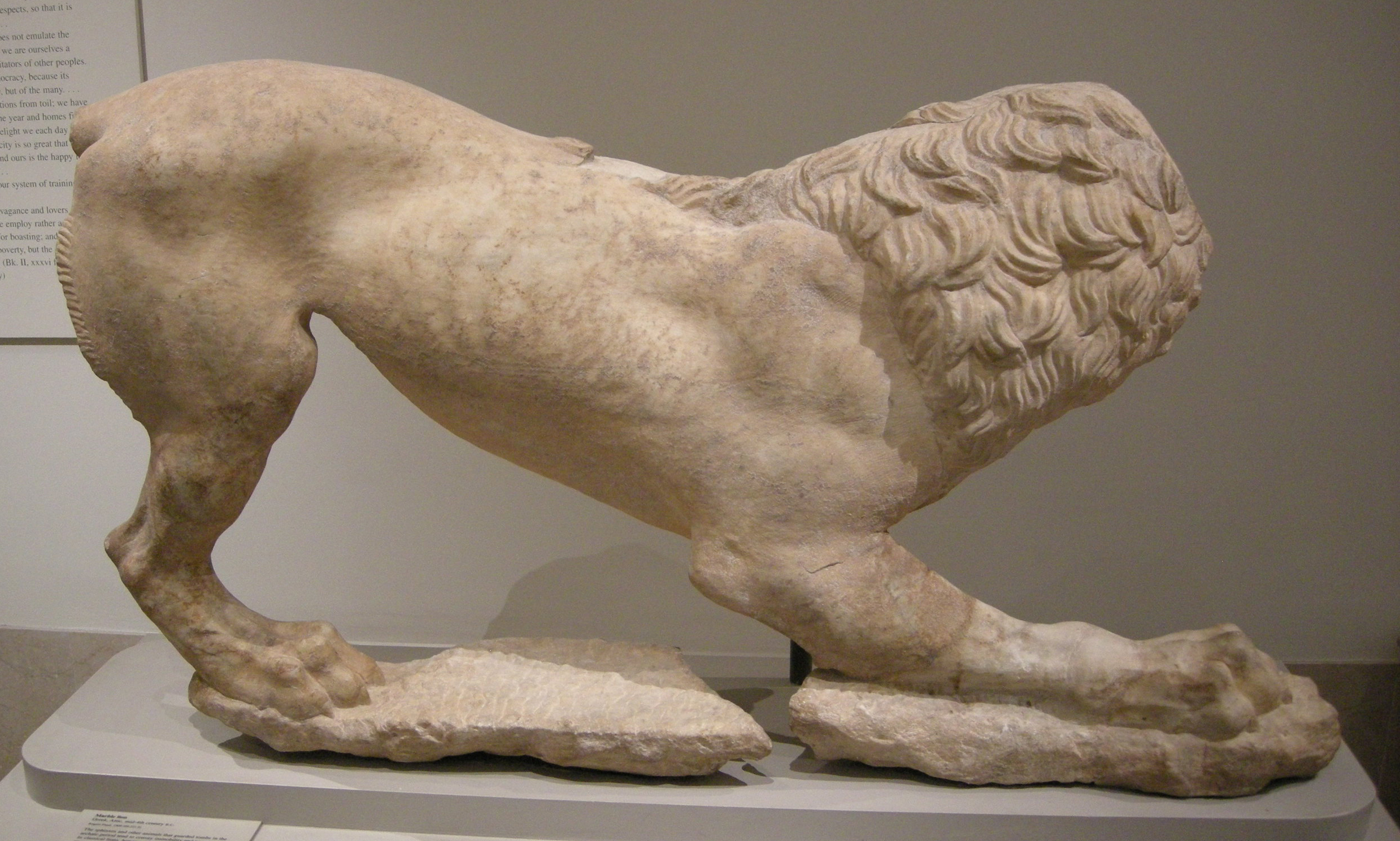
León en mármol de Grecia, de mediados del

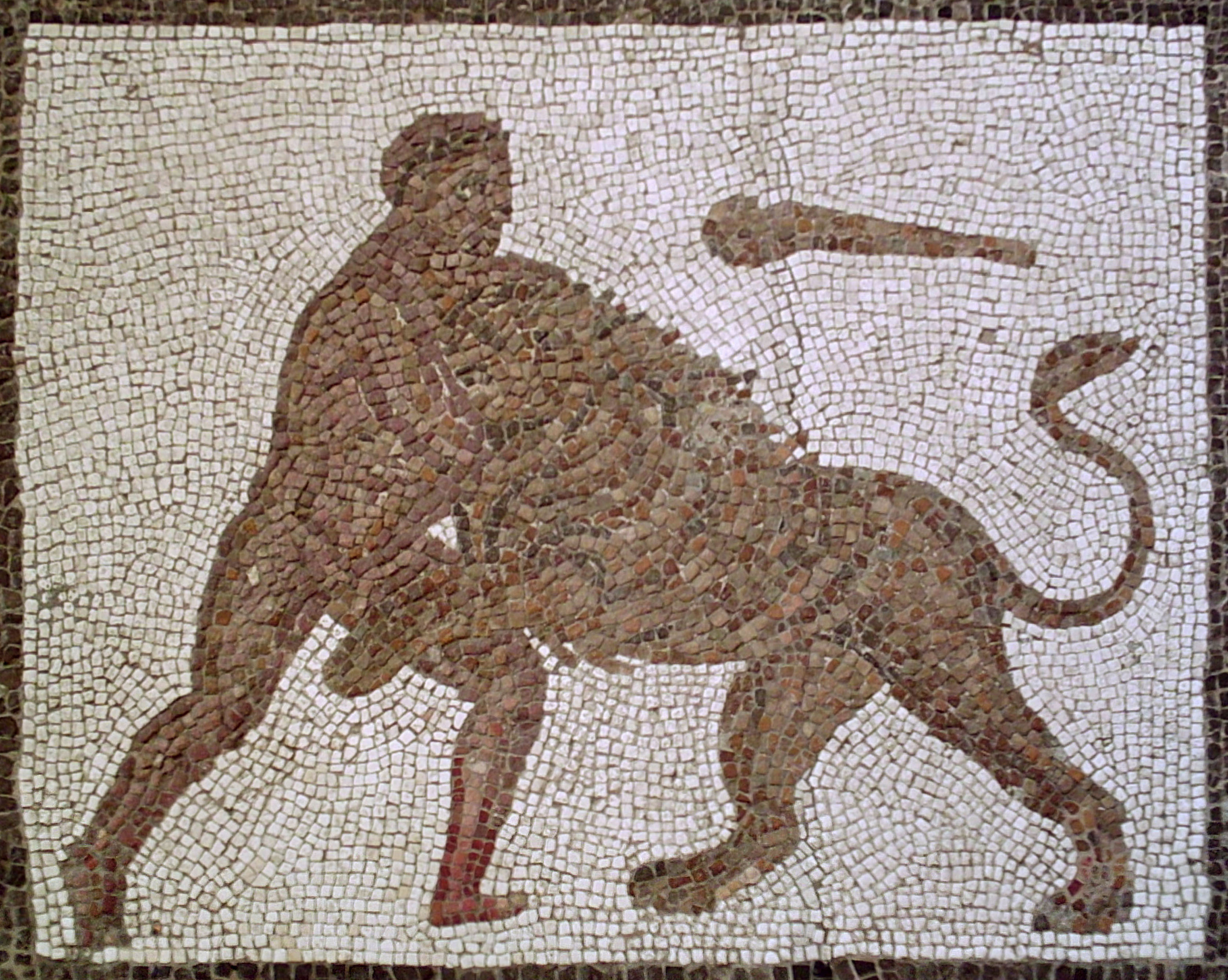
Hércules y el león de Nemea. Detalle del mosaico de los trabajos de Hércules de Liria (Valencia), en el M.A.N..

El historiador griego Heródoto registró la presencia de este felino en el norte de Grecia en tiempos históricos. Esta fue la población de león que vivió más al norte hasta su desaparición. Su hábitat comprendía los bosques templados y mediterráneos del área, en la que había presas tales como el bisonte europeo, el alce, el uro, el ciervo, y otros ungulados europeos.
Se piensa generalmente que los leones europeos eran similares a los asiáticos (Panthera leo persica). Sin embargo, también tenían algunas diferencias. Los leones del sureste de Europa y Asia Menor no tenían melenas abdominales y laterales.
El león europeo era de un tamaño parecido al de los africanos, midiendo unos 4 pies (1,2 m) hasta los hombros. Los machos pesaban entre 160 a 200 kg, mientras que las hembras eran menores de 110 a 120 kg.
Ya en la época de los emperadores romanos, existían reseñas de cacerías de estos animales. El león europeo vivió en las zonas cálidas del Mediterráneo, como en la península itálica[cita requerida] y en la península de los Balcanes, donde fueron víctimas de cacería por parte de las civilizaciones que habitaron aquellos lugares, pero también se cree que fueron en realidad leones asiáticos que poblaron los lugares cálidos del Mediterráneo, pero hay pruebas de que se trate de una subespecie extinta originaria de Europa, ya que en los cascos de los principios de la República Romana estaban grabados imágenes de leones sobre un escudo de la ciudad de Roma, mucho antes de su expansión hacia el continente de África, al igual que en la Grecia Clásica en los textos de los filósofos describen a este animal extinto, antes de sus exploraciones a Egipto; también como en los templos del Reino de Macedonia y en los textos del filósofo griego europeo Aristóteles, hablan de las conocidas y cotidianas cacerías de leones, por parte tanto del rey como de los nobles y plebeyos.

## Extinción
Debido a su remota extinción, poco es lo que se sabe acerca de esta subespecie de león. A principios del Holoceno aún estaba presente en el norte de España. Hasta la época entre el 5500 al 2000 a. C. se confirma la presencia del león por fósiles en la actual Hungría y la región del Ponto en Ucrania.
Los leones fueron representados de manera prominente en la mitología y el arte de la Grecia antigua, incluyendo el mito del león de Nemea, el cual se consideraba como un león sobrenatural que ocupaba el pueblo sagrado de Nemea en el Peloponeso. Aristóteles y Heródoto escribieron que se hallaban leones en los Balcanes en la mitad del primer milenio antes de Cristo. Cuando Jerjes I avanzó a través de Macedonia en el año 480 a. C. su expedición encontró a varios leones. Pero aunque presumiblemente aún había leones en el área entre los ríos Haliacmón y Nesto en el norte de Grecia en la época de Heródoto, para el primer siglo después de Cristo Dion Crisóstomo ya anotaba que estaban extintos en Europa. Tras esto los leones en Europa quedaron restringidos a la región del Cáucaso, donde una población de leones asiáticos sobrevivió hasta el siglo X después de Cristo.

## Arte

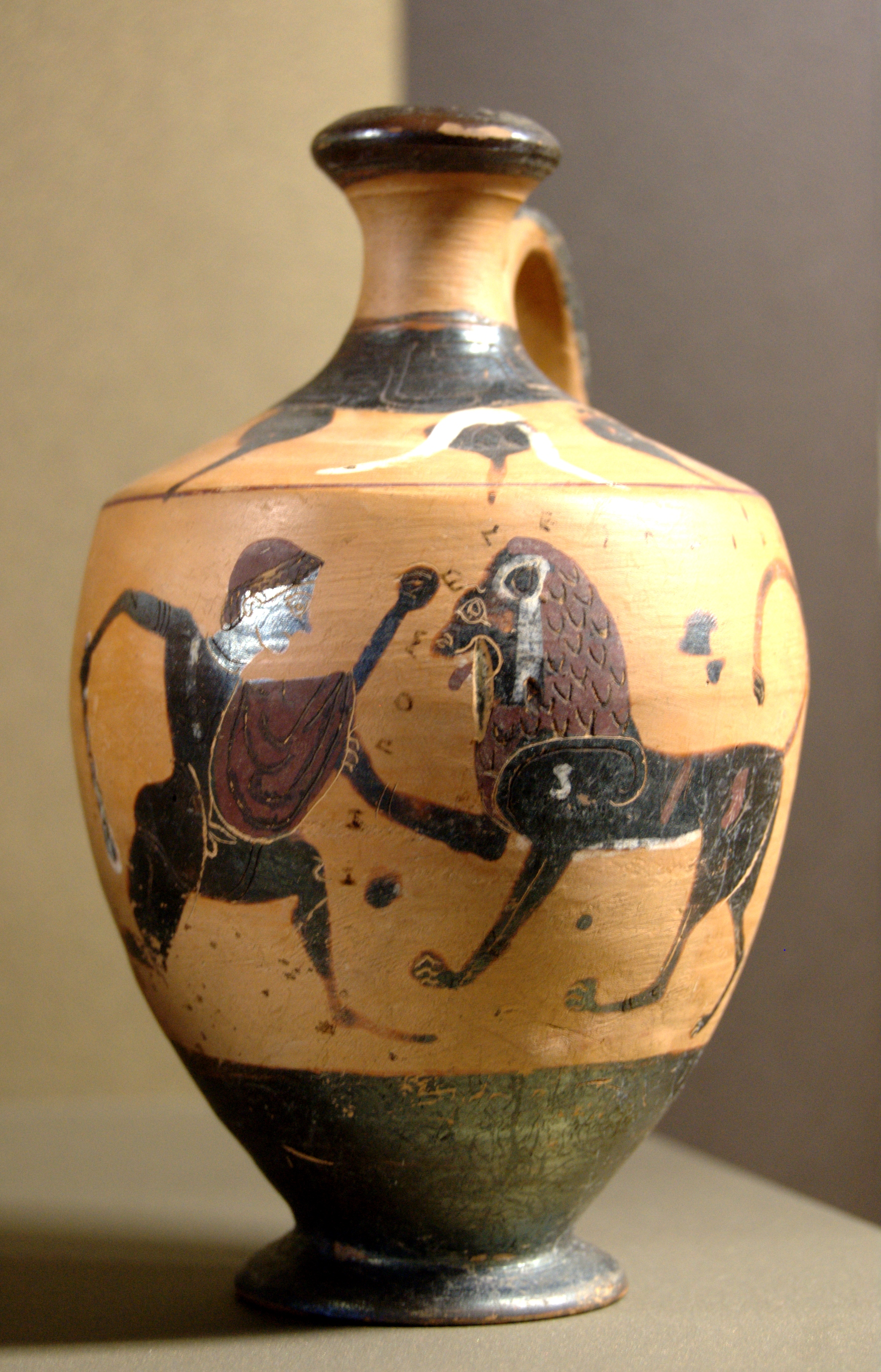
Heracles y el león de Nemea, ca. 540 BC, Beocia, Grecia.
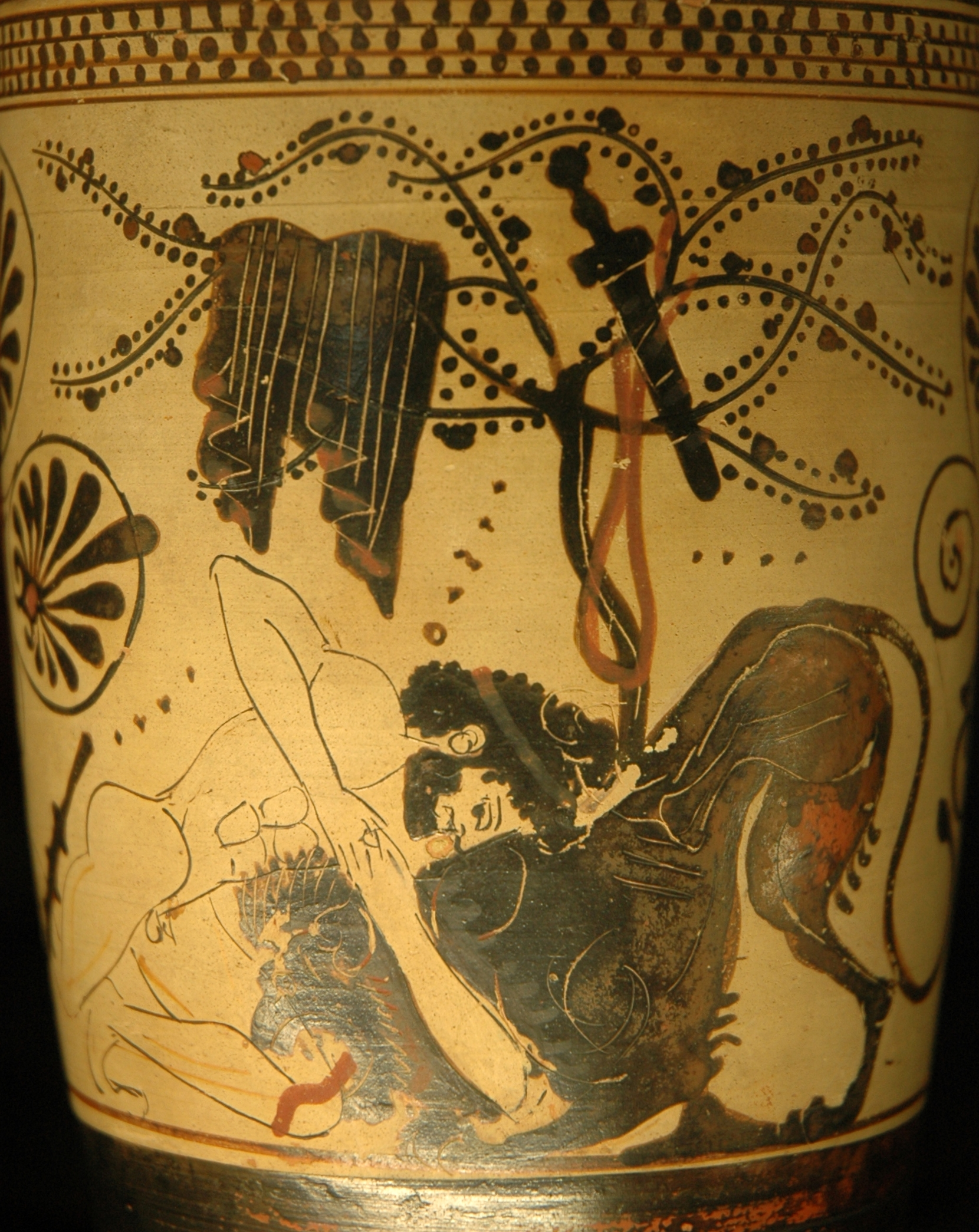
Heracles combatiendo al león de Nemea. Lécito de fondo blanco de comienzos del siglo V a. C. Museo del Louvre.
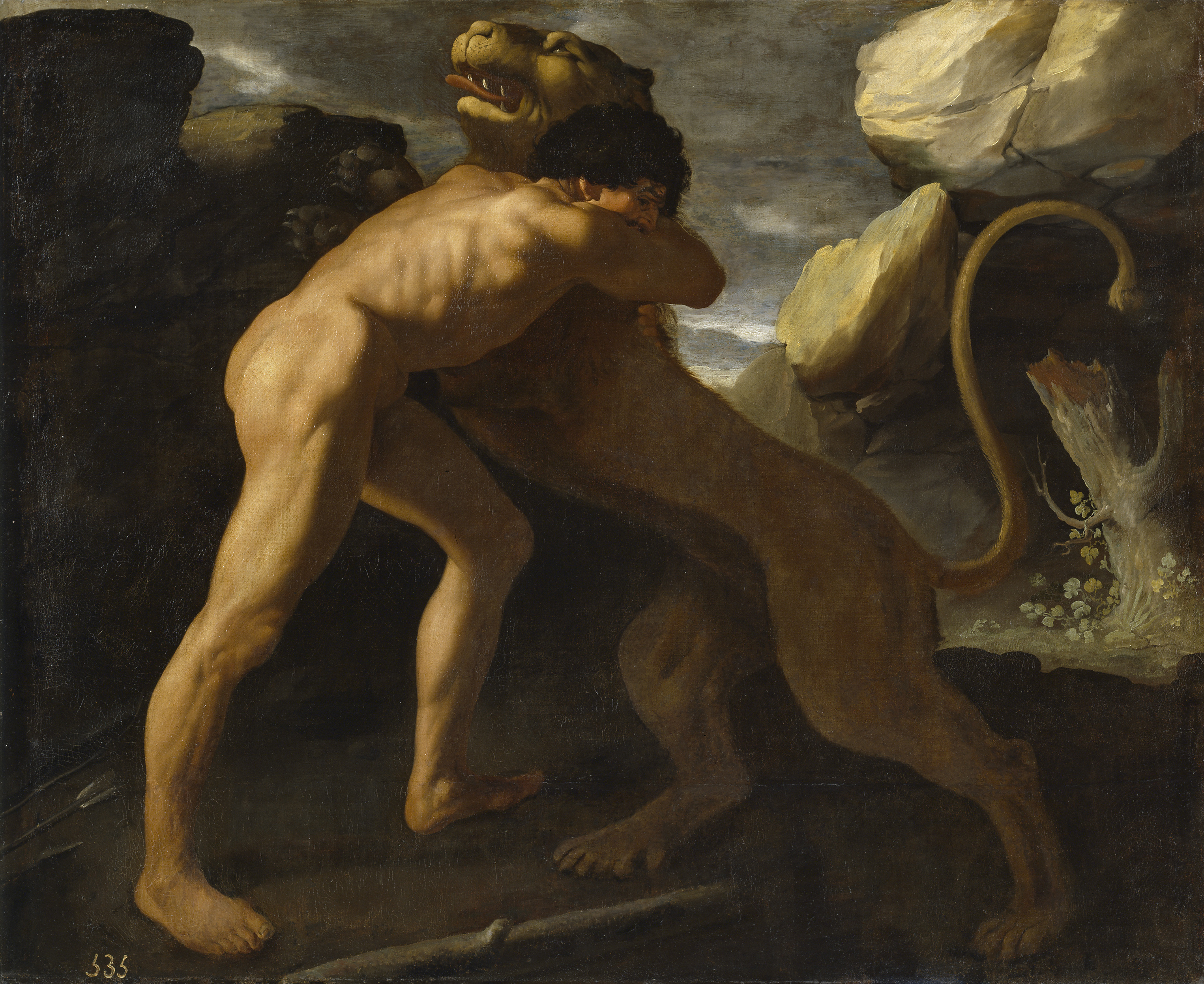
Hércules lucha contra el León de Nemea, de mediados del siglo XVII, de Zurbarán.